# Pierluigi Pizzaballa
Pierluigi Pizzaballa (Bergamo, 1939. szeptember 14. –) válogatott olasz labdarúgó, kapus.

## Pályafutása

### Klubcsapatban
1958-ban a Verdello csapatában kezdte a labdarúgást. 1958 és 1966 között az Atalanta kapusa volt, ahol egy másodosztályú bajnoki címet és egy olasz kupa győzelmet szerzett a csapattal. 1966 és 1969 között az AS Roma együttesében védett és újabb olasz kupa győzelmet ért el a csapattal. 1969 és 1973 között a Hellas Verona labdarúgója volt. 1973 és 1976 között az AC Milan játékosa volt. Két olasz kupa győzelem részese volt illetve tagja volt az 1972–73-as idényben KEK-győztes csapatnak. 1976 és 1980 között ismét az Atalanta csapatában védett és innen vonult vissza az aktív labdarúgástól.

### A válogatottban
1966-ban egy alkalommal szerepelt az olasz válogatottban. Részt vett az 1966-os angliai világbajnokságon.

## Sikerei, díjai
Atalanta
- Olasz bajnokság – másodosztály (Serie B)
  - bajnok: 1958–59
- Olasz kupa (Coppa Italia)
  - győztes: 1963

 AS Roma
- Olasz kupa (Coppa Italia)
  - győztes: 1969

 AC Milan
- Olasz kupa (Coppa Italia)
  - győztes: 1973, 1977
- Kupagyőztesek Európa-kupája (KEK)
  - győztes: 1972–73